# Honoré Daumet
Pierre Jérôme Honoré Daumet, né le 23 octobre 1826 à Paris où il est mort le 12 décembre 1911, est un architecte français.

## Biographie
Élève à l'école des beaux-arts de Paris de Guillaume Abel Blouet, de Charles-Félix Saint-Père (d) et d'Émile Jacques Gilbert, il remporte le grand prix de Rome d'architecture en 1855.
Membre de la section des Beaux-Arts de l'École française d'Athènes, Daumet effectue en 1861 avec Léon Heuzey une mission en Macédoine, à la demande de Napoléon III qui s'intéressait aux champs de bataille de César en Orient, dont celui de Pharsale. La mission révèle les antiquités d'une région alors peu explorée, enrichit le musée du Louvre de quelques objets, mais doit surtout sa célébrité à la qualité des dessins de Daumet. À son retour il épouse la fille de l'architecte Charles-Auguste Questel.
Élu membre de l'Institut en 1855, il reçoit le Grand Prix de l'Exposition universelle de Paris de 1889. Il fait partie du jury de l'Exposition universelle de 1900, année où il est fait Grand-croix de la Légion d'honneur.
Ce fut un ami intime du sculpteur Henri Chapu.
Il meurt le 12 décembre 1911, en son domicile du 6e arrondissement de Paris, et est inhumé au cimetière du Montparnasse (15e division).

## Principales constructions

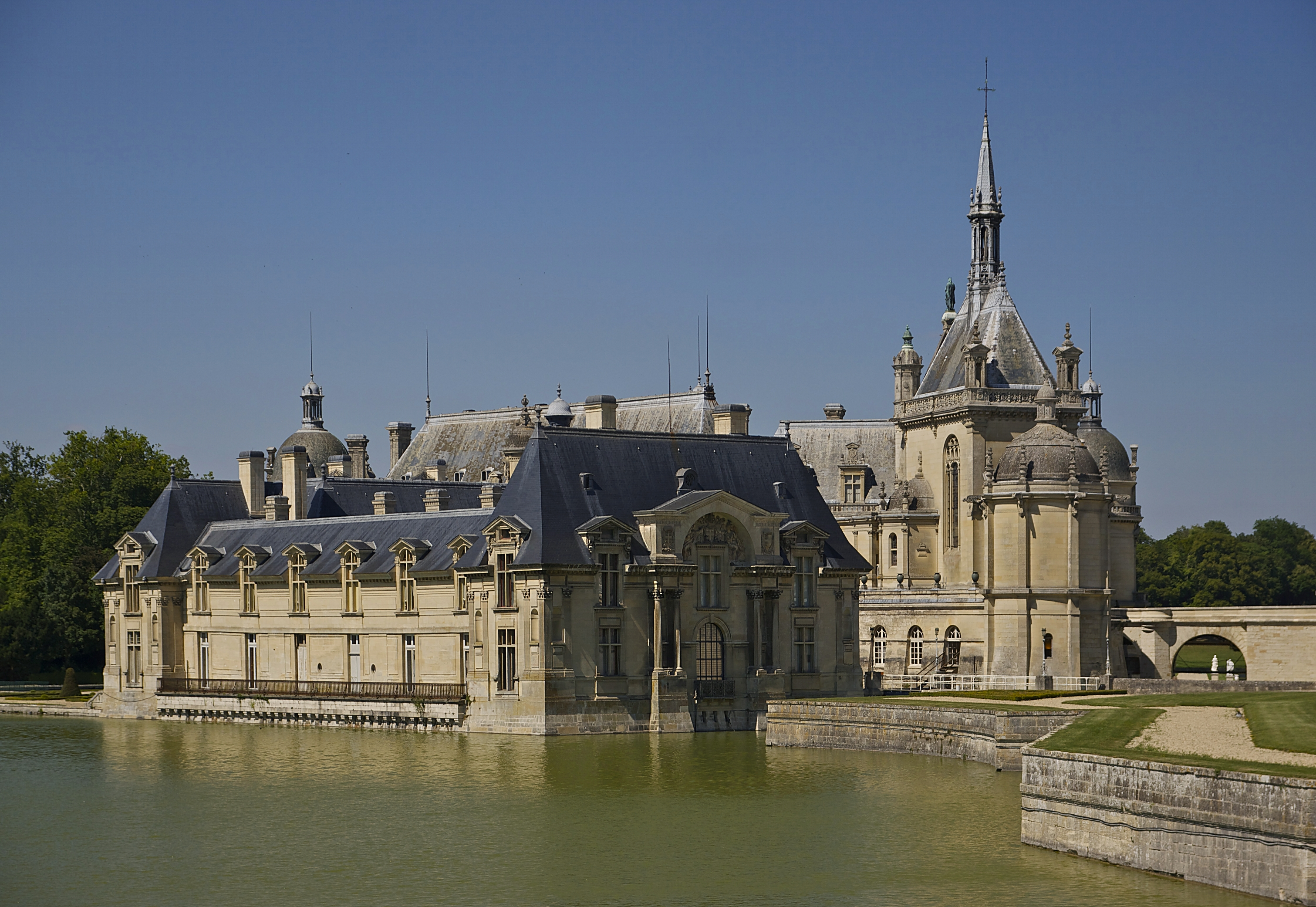
Vue générale du château de Chantilly depuis l'entrée du parc.

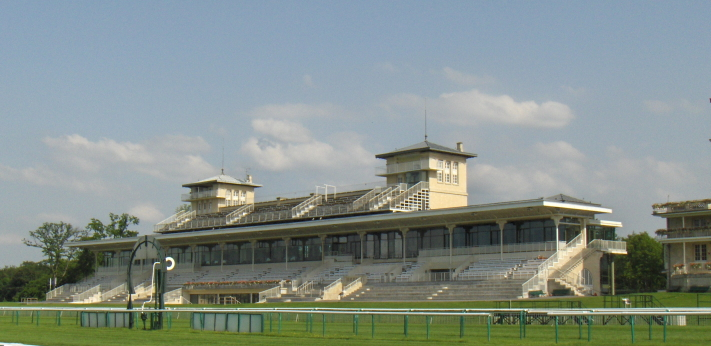
Grande tribune de l'hippodrome de Chantilly.

- Restauration de la Villa Tiburtine
- Construction du pensionnat de Sion à Tunis
- Extension et façade occidentale du Palais de Justice de Paris, 1867-1899, avec Joseph-Louis Duc.
- Reconstruction du château de Chantilly (Oise), pour Henri d'Orléans, duc d'Aumale, 1875-1882.
- Tribunes de l'hippodrome de Chantilly
- Basilique du Sacré-Cœur de Montmartre, 1884-1886 (Daumet est l'un des cinq architectes qui se succèdent pour achever l'édifice après le décès de Paul Abadie). Il est suivi par Charles Laisné en 1886.
- Grenoble, Palais de Justice, Palais des Facultés.
- Restauration du théâtre antique d'Orange.
- Restauration du vieux château de Saint-Germain-en-Laye (termine l'exécution du projet d'Eugène Millet
- Restauration de la chapelle du château de Versailles
- Couvent de Notre-Dame de Sion à Jérusalem dans un style roman (dernière station du Chemin de Croix)

## Élèves
- Walter-André Destailleur
- Frédéric Dupré
- Antonin Durand (1840-1928), architecte
- Hector d’Espouy
- Charles Girault (1851-1932), architecte
- Ernest Herscher
- Frantz Jourdain
- Henri Saladin